# 14098 Šimek
14098 Šimek eller 1997 QS är en asteroid i huvudbältet som upptäcktes den 24 augusti 1997 av de båda slovakiska astronomerna Adrián Galád och Alexander Pravda vid Modra-observatoriet. Den är uppkallad efter astronomen Milos Simek.
Asteroiden har en diameter på ungefär 7 kilometer och den tillhör asteroidgruppen Koronis.